# Бакрц
Бакрц (словен. Bakrc) — поселення в общині Іванчна Гориця, Осреднєсловенський регіон, Словенія. Висота над рівнем моря: 401,7 м.